# Lappvideguldmal
Lappvideguldmal (Phyllonorycter rolandi) är en fjärilsart som först beskrevs av Ingvar Svensson 1966.  Lappvideguldmal ingår i släktet guldmalar, och familjen styltmalar.
Artens utbredningsområde är:
- Finland.
- Norge.
- Sverige.

Arten är reproducerande i Sverige. Inga underarter finns listade i Catalogue of Life.